# Elumoides monocellatus
Elumoides monocellatus är en kräftdjursart som beskrevs av Stefano Taiti och Franco Ferrara 1983. Elumoides monocellatus ingår i släktet Elumoides och familjen Eubelidae. Inga underarter finns listade i Catalogue of Life.